# Bercario de Der
Bercario de Der (¿Champaña?, ca.620-Montier-en-Der, 28 de marzo de 696) fue un monje columbano francés, abad de Hautvillers y Montier-en-Der. Es venerado como santo por la Iglesia católica y su memoria litúrgica se celebra el 16 de octubre.

## Biografía
Bercari o Berero descendía de una familia noble de Aquitania; fue educado por Nivardo de Reims, que fue obispo. Entró en el monasterio columbanian de Luxeuil, donde era abad San Walberto de Luxueil. Pronto marchó e intentó fundar una abadía ex nihilo, a partir de una ermita, para vivir según los principios primitivos dictados por la Biblia y la Regla de San Columbano. Intentó sin éxito fundar monasterios en Reims, Luxeuil, otra vez en Reims, Hautvillers y Puellemontier en la Champaña. Fundó un monasterio en Hautvillers, donde fue abad, y después Montier-en-Der (Alto Marne). 
Rápidamente la fama de piedad del monasterio atrajo a los pobladores de las cercanías, que se pusieron bajo su autoridad. Fundó otra abadía, femenina, en Puellemontier (Puellarum Monasterium), que estaba a unos 7 km de Montier-en-Der: formó una doble abadía, con monjes en el primer y monjas en el segundo. 
Bercario profetizó su propia muerte. Su mal carácter y exceso de celo con los monjes le llevó a reñir y golpear a uno de ellos, Daguino, que se vengó, apuñalándole mientras hacía la siesta. Bercario, herido, impuso como penitencia que Daguino hiciese un peregrinaje a Roma, del cual no volvió. Bercario va morir dos días después a consecuencia de la herida recibida, el 28 de marzo de 696.

## Veneración y posteridad
Venerado como santo y mártir, su festividad se fijó el 16 de octubre. Su tumba estaba en la abadía de Montier-en-Der y se perdió durante la Revolución francesa. Actualmente, en el Martirologi romà figura su fiesta el 26 de marzo.
La abadía de Montier-en-Der existió hasta 1790. De la abadía ha subsistido un documento importante: el Polyptyque de Montier-en-Der, del que el abad Charles Lalore hizo una retranscripción en 1878 y que incluye una lista de bienes del dominio de la abadía elaborado a partir de versos del 845, y clasificando las localidades del territorio de la abadía.